# Non voglio sentire niente
Non voglio sentire niente è un singolo di Filippo Malatesta pubblicato nel 1994.

## Tracce
1. Non voglio sentire niente (radio version) - 4:11
2. Non voglio sentire niente (instrumental) - 4:11
3. Non voglio sentire niente (album version) - 5:00